# Министерство труда и социальной защиты населения Туркменистана
Министерство труда и социальной защиты населения Туркменистана (туркм. Türkmenistanyň zähmet we ilaty durmuş taýdan goramak ministrligi) — орган исполнительной власти Туркменистана, осуществляющий государственное управление и единую государственную политику в области труда, безопасности и охраны труда, занятости, пенсионного и социального обеспечения, социального страхования и социальной поддержки населения.

## История
Образовано 8 апреля 2011 года на базе упразднённого Министерства социального обеспечения Туркменистана.

## Структура
- Управление трудовых отношений и защиты труда
- Управление трудовых ресурсов и занятости
- Управление нормирования и оплаты труда
- Управление методологии
- Управление социального обеспечения
- Управление информационных технологий
- Управление делами
- Отдел бухгалтерского учета и финансов
- Отдел международных отношений
- Отдел кадров и спецработы
- Контрольно-ревизионный отдел

## Министры
| No | Имя                    | Назначен   | Уволен      | Причина увольнения               |
| 1  | Шамурадов, Бекмурад    | 08.04.2011 | 08.01.2016  | За недостатки в работе           |
| 2  | Акмамедов, Сейитмамед  | 08.01.2016 | 08.12.2017  | За серьёзные недостатки в работе |
| 3  | Силапов, Мухаммедсейит | 26.01.2018 | действующий |                                  |